# Michael Davern
Michael J. Davern (* 23. Juli 1900 in Cashel, County Tipperary; † 25. Juli 1973 ebenda) war ein Mitglied der Irisch-Republikanischen Armee während des Irischen Unabhängigkeitskrieges und irischer Politiker der Fianna Fáil. Er war von 1948 bis 1965 Teachta Dála (Abgeordneter) im Dáil Éireann, dem Unterhaus des irischen Parlaments (Oireachtas).

## Leben
Davern schloss sich nach seiner Schulzeit im Alter von 17 Jahren den Irish Volunteers an. Wegen des Besitzes von Sprenggelatine wurde er inhaftiert und in das Cork Prison gebracht sowie später ins Mountjoy Prison verlegt. Im Irischen Unabhängigkeitskrieg wurde er in der dritten Brigade von Tipperary der IRA eingesetzt. Bei Kämpfen mit den Black and Tans wurde er verwundet.
Obwohl er ein Gegner des Anglo-Irischen Vertrages war, nahm er keine aktive Rolle im irischen Bürgerkrieg ein. Bei den Wahlen 1948 zum Dáil Éireann im Wahlkreis Tipperary South konnte er einen Sitz erringen. Diesen Sitz verteidigte er bei den nachfolgenden Wahlen. Bei den Wahlen 1965 trat er nicht mehr an. Er betrieb in Cashel bis zu seinem Tod die Davern’s Bar. 
Davern war mit Johanna Ryan verheiratet und hatte mit ihr mehrere Kinder. Seine Söhne Don Davern und Noel Davern waren ebenfalls Politiker und folgten ihrem Vater als Teachtai Dála nach.